# بوبي لين
بوبي لين (بالإنجليزية: Bobby Linn)‏ (10 أكتوبر 1985 في المملكة المتحدة - ) هو مدرب كرة قدم ولاعب كرة قدم بريطاني في مركز الهجوم. لعب مع نادي دندي ونادي إيست فيف وBallingry Rovers F.C. ‏ ونادي اربوراث ونادي غرينوك مورتون ونادي بيترهيد ‏.

## وصلات خارجية
- بوبي لين على موقع قاعدة بيانات كرة القدم.إي يو (الإنجليزية)
- بوبي لين على موقع Soccerbase.com (لاعب) (الإنجليزية)